# Première Division 1931-1932 (Lussemburgo)
La Première Division 1931-1932 è stata la 22ª edizione del massimo campionato lussemburghese di calcio. La stagione è iniziata il 29 agosto 1931 ed è terminata il 15 marzo 1932. La squadra Red Boys Differdange ha vinto il titolo per la seconda volta nella sua storia.

## Formula
2 punti alla vittoria, un punto al pareggio, nessun punto alla sconfitta.
Le 8 squadre partecipanti si affrontano in un girone di andata e ritorno, per un totale di 14 giornate.

Le ultime due classificate retrocedono direttamente in Promotion.

## Squadre partecipanti
| Club                     | Stagione | Città            | Stadio | Stagione 1930-1931                       |
| ------------------------ | -------- | ---------------- | ------ | ---------------------------------------- |
| Aris Bonnevoie           | dettagli | Bonnevoie        | ...    | 2º posto in Promotion                    |
| Fola Esch                | dettagli | Esch-sur-Alzette | ...    | 4º posto in Première Division            |
| Progrès Niedercorn       | dettagli | Niederkorn       | ...    | 3º posto in Première Division            |
| Red Boys Differdange     | dettagli | Differdange      | ...    | 1º posto in Première Division (Campione) |
| Spora Luxembourg         | dettagli | Lussemburgo      | ...    | 2º posto in Première Division            |
| The National Schifflange | dettagli | Schifflange      | ...    | 6º posto in Première Division            |
| Union Luxembourg         | dettagli | Lussemburgo      | ...    | 5º posto in Première Division            |
| US Dudelange             | dettagli | Dudelange        | ...    | 1º posto in Promotion                    |

## Classifica finale
|                        | Pos. | Squadra                  | Pt | G  | V  | N | P | GF | GS | DR  |
| ---------------------- | ---- | ------------------------ | -- | -- | -- | - | - | -- | -- | --- |
| Lussemburgo (bandiera) | 1.   | Red Boys Differdange     | 21 | 14 | 9  | 3 | 2 | 39 | 19 | +20 |
|                        | 2.   | Progrès Niedercorn       | 21 | 14 | 10 | 1 | 3 | 34 | 22 | +12 |
|                        | 3.   | Spora Luxembourg         | 14 | 14 | 5  | 4 | 5 | 42 | 33 | +9  |
|                        | 4.   | Union Luxembourg         | 14 | 14 | 6  | 2 | 6 | 31 | 34 | -3  |
|                        | 5.   | The National Schifflange | 13 | 14 | 5  | 3 | 6 | 30 | 32 | -2  |
|                        | 6.   | Fola Esch                | 11 | 14 | 4  | 3 | 7 | 25 | 28 | -3  |
|                        | 7.   | US Dudelange             | 11 | 14 | 4  | 3 | 7 | 28 | 33 | -5  |
|                        | 8.   | Aris Bonnevoie           | 7  | 14 | 2  | 3 | 9 | 19 | 47 | -28 |

Legenda:

      Campione del Lussemburgo 1931-1932

      Retrocesse in 1. Division 1932-1933

- Spareggio primo posto: Red Boys Differdange - Progrès Niederkorn 4- 1
- Spareggio retrocessione: Fola Esch - US Dudelange 4- 1

### Calendario
| Andata (1ª)  | Andata (1ª) | Prima giornata          | Ritorno (8ª) | Ritorno (8ª) |
|              |             |                         |              |              |
| 30 ago. 1931 | 1-1         | National-Aris           | 5-2          | 18 ott. 1931 |
| 30 ago. 1931 | 2-0         | Red Boys-Fola           | 1-1          | 18 ott. 1931 |
| 30 ago. 1931 | 2-5         | Union-Spora             | 1-3          | 18 ott. 1931 |
| 30 ago. 1931 | 1-3         | US Dudelange-Niedercorn | 0-3          | 18 ott. 1931 |

| Andata (2ª) | Andata (2ª) | Seconda giornata    | Ritorno (9ª) | Ritorno (9ª) |
|             |             |                     |              |              |
| 6 set. 1931 | 4-3         | Aris-Union          | 3-4          | 15 nov. 1931 |
| 6 set. 1931 | 5-1         | Fola-US Dudelange   | 4-2          | 15 nov. 1931 |
| 6 set. 1931 | 1-3         | Niedercorn-National | 2-1          | 15 nov. 1931 |
| 6 set. 1931 | 3-3         | Spora-Red Boys      | 1-2          | 15 nov. 1931 |

| Andata (3ª)  | Andata (3ª) | Terza giornata        | Ritorno (10ª) | Ritorno (10ª) |
|              |             |                       |               |               |
| 13 set. 1931 | 2-1         | Fola-Spora            | 4-4           | 22 nov. 1931  |
| 13 set. 1931 | 1-3         | National-US Dudelange | 2-6           | 22 nov. 1931  |
| 13 set. 1931 | 7-1         | Red Boys-Aris         | 1-1           | 22 nov. 1931  |
| 13 set. 1931 | 1-2         | Union-Niedercorn      | 3-1           | 22 nov. 1931  |

| Andata (4ª)  | Andata (4ª) | Quarta giornata     | Ritorno (11ª) | Ritorno (11ª) |
|              |             |                     |               |               |
| 20 set. 1931 | 1-5         | Aris-Spora          | 0-7           | 29 nov. 1931  |
| 20 set. 1931 | 2-1         | National-Fola       | 1-1           | 29 nov. 1931  |
| 20 set. 1931 | 4-1         | Niedercorn-Red Boys | 1-6           | 29 nov. 1931  |
| 20 set. 1931 | 0-4         | US Dudelange-Union  | 1-1           | 29 nov. 1931  |

| Andata (5ª)  | Andata (5ª) | Quinta giornata       | Ritorno (12ª) | Ritorno (12ª) |
|              |             |                       |               |               |
| 27 set. 1931 | 1-2         | Fola-Aris             | 8-1           | 13 dic. 1931  |
| 27 set. 1931 | 1-0         | Red Boys-US Dudelange | 3-2           | 13 dic. 1931  |
| 27 set. 1931 | 2-4         | Spora-Niedercorn      | 2-4           | 13 dic. 1931  |
| 27 set. 1931 | 2-3         | Union-National        | 2-2           | 13 dic. 1931  |

| Andata (6ª) | Andata (6ª) | Sesta giornata     | Ritorno (13ª) | Ritorno (13ª) |
|             |             |                    |               |               |
| 4 ott. 1931 | 1-2         | National-Red Boys  | 2-4           | 20 dic. 1931  |
| 4 ott. 1931 | 1-0         | Niedercorn-Aris    | 2-2           | 20 dic. 1931  |
| 4 ott. 1931 | 2-1         | Union-Fola         | 4-3           | 20 dic. 1931  |
| 4 ott. 1931 | 2-2         | US Dudelange-Spora | 2-2           | 20 dic. 1931  |

| Andata          | Andata | Settima giornata  | Ritorno | Ritorno      |
|                 |        |                   |         |              |
| 11 ottobre 1931 | 2-5    | Aris-US Dudelange | 0-3     | 10 gen. 1932 |
| 11 ottobre 1931 | 5-0    | Red Boys-Union    | 1-2     | 10 gen. 1932 |
| 11 ottobre 1931 | 3-1    | Spora-National    | 2-5     | 10 gen. 1932 |
| 11 ottobre 1931 | 3-0    | Niedercorn-Fola   | 3-0     | 24 gen. 1932 |